# 허스트 커뮤니케이션
허스트 커뮤니케이션(Hearst Communications)은 미국의 미디어 기업이다. 본사는 뉴욕에 있는 허스트 타워에 있다. 창립은 윌리엄 랜돌프 허스트가 하였다. 현재는 다양한 장르의 매체를 다루며, 미국의 미디어 기업으로는 세계 최대의 기업 그룹 중 하나이다. 현재 허스트가 미국에서 발행하고 있는 신문은 휴스턴 크로니클 등 15개 일간지와 49개의 주간지가 있다.